# アンドレ＝アンリ・ダルジェラ
アンドレ＝アンリ・ダルジェラ (André Henri Dargelas、1828年10月11日 - 1906年6月）はフランスの画家、イラストレーターである。街に暮らす少年・少女を題材にした作品を描いた。

## 略歴
ジロンド県のボルドーで生まれた。1854年4月にパリ国立高等美術学校に入学し、フランソワ＝エドゥアール・ピコ（1786-1868）に学んだ。入学から3年たたない1557年から、パリのサロンに出展を始めた。画家として働き始め、自然主義のスタイルで、子供たちの姿を描くようになった。1863年のパリのサロンで作品は人気になり、センチメンタルな雰囲気のダルジェラの子供を描いた絵画はイギリスの美術評論家のジョン・ラスキンが熱心に紹介したことで、特にイギリスで人気となった。
ピエール＝エドゥアール・フレール（1819-1886）やポール＝コンスタン・ソワイエ（Paul Constant Soyer: 1823-1903)といった画家とパリ郊外のエクアン(Écouen)に住んで「エクアン派(École Écouen)」と呼ばれる画家の一人となり、1906年にエクアンで亡くなった。
風俗画を得意とする画家のテオフィル・エマニュエル・デュヴェルジェ（Théophile Emmanuel Duverger: 1821-1898)の娘と結婚した。1906年にエクアンで亡くなった。

## 作品

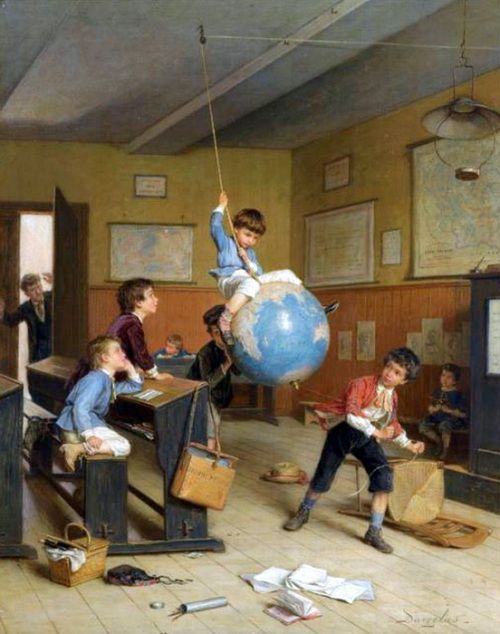
世界旅行( Le tour du monde)
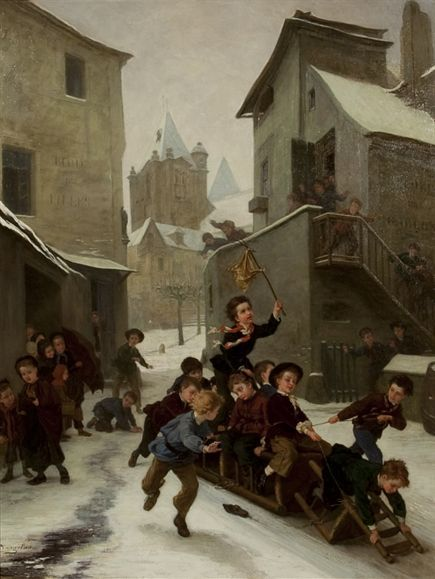
ボブスレー
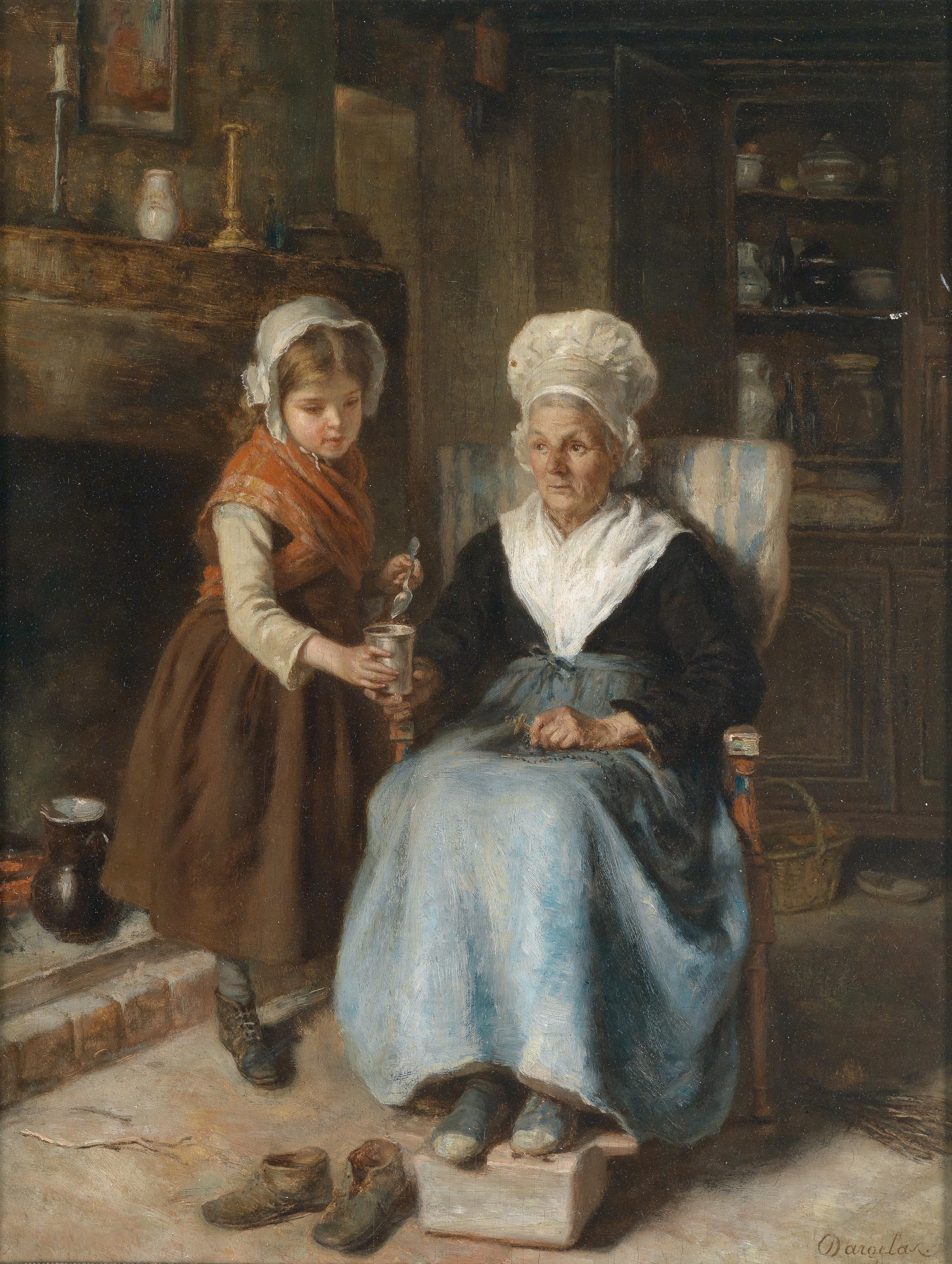
おばあさんを訪ねる
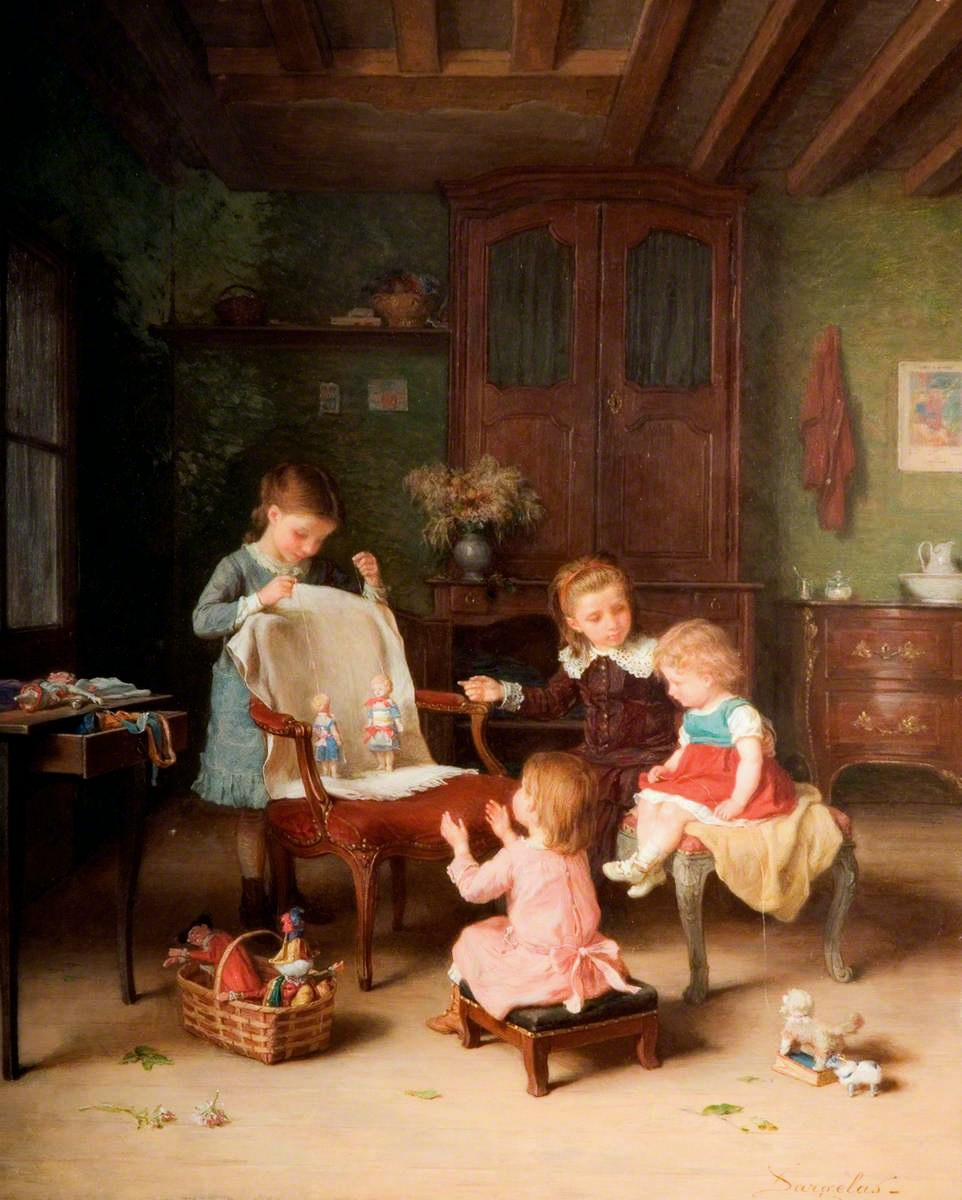
楽しい一家

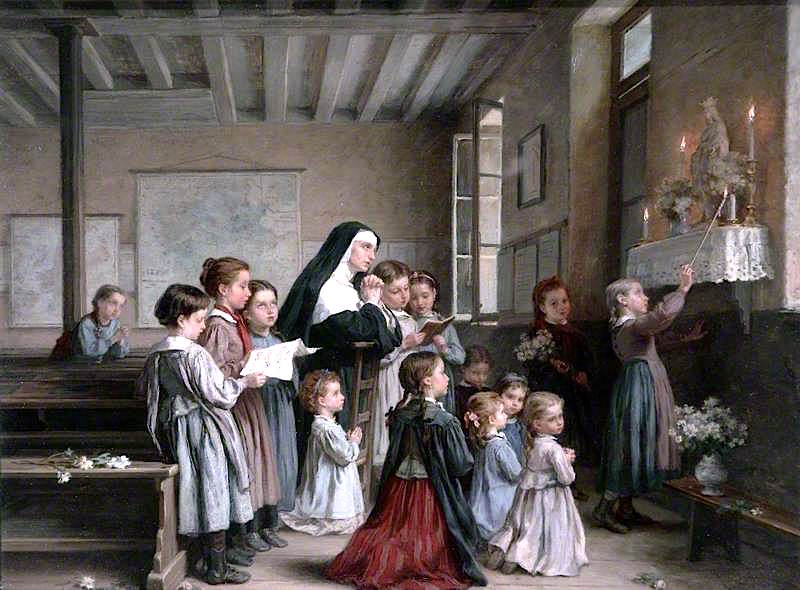
朝のお祈り
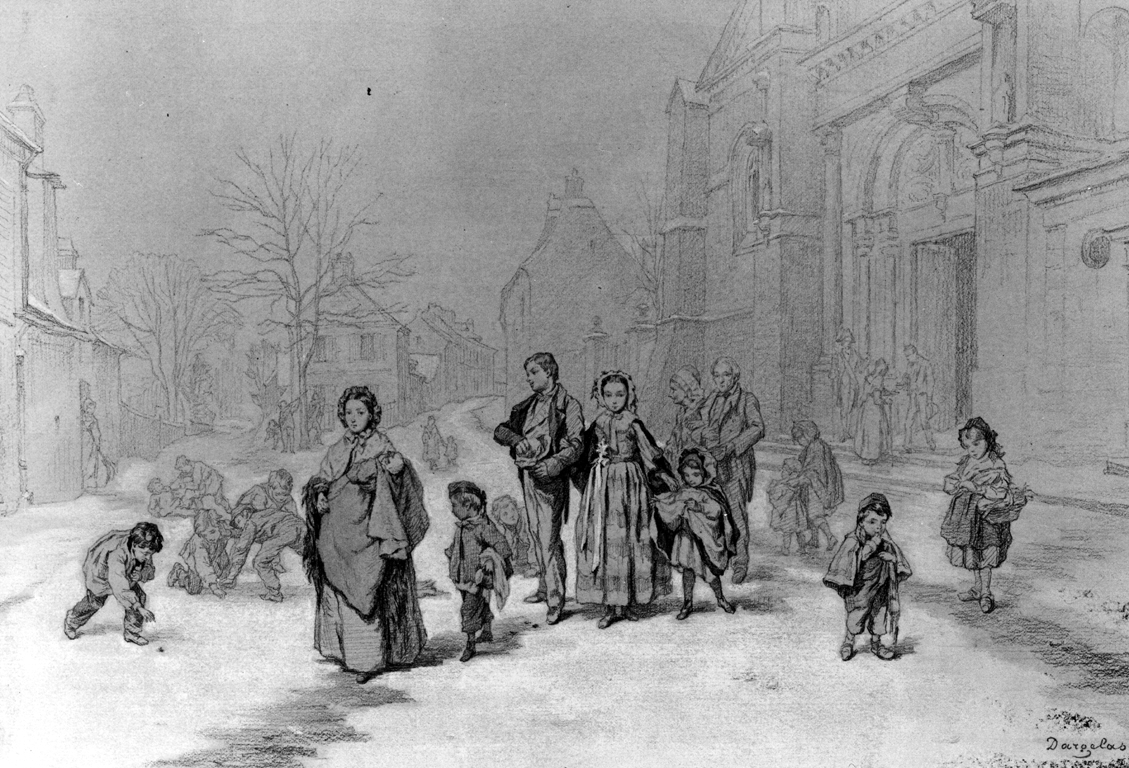
冬の教会を後にする人々